# Mustafa Suphi
Mustafa Suphi, niekiedy zapisywane Mustafa Subhi; właśc. Meḥmed Muṣṭafā Ṣubḥī (osm. محمد مصطفی صبحی; ur. 1883 w Giresun, zm. 28 stycznia 1921 na Morzu Czarnym) – turecki rewolucjonista i działacz komunistyczny w okresie rozpadu Imperium Osmańskiego, dziennikarz oraz nauczyciel. Jeden z założycieli Komunistycznej Partii Turcji (TKP).

## Życiorys
Zaangażowanie Suphiego w działalność polityczną rozpoczęło się prawdopodobnie w 1906. W 1908 przebywał  w Paryżu. Był to okres, kiedy znajdował się pod wpływem myślicieli, których można określić jako socjologów burżuazyjnych, zwłaszcza nazwisk takich jak Celestin Bougle. Wiadomo, że w tych latach pozostawał w bliskich stosunkach z unionistami. Pracował jako reporter „Tanin”, ówczesnej gazety rządowej. Był także przewodniczącym Osmańskiego Związku Studentów, którego członkowie zajmowali się m.in. szpiegowaniem przeciwników.
W 1910 ukończył École libre des sciences politiques w Paryżu, otrzymując tytuł Legum Doctor (LL.D.). Napisał wówczas pracę zatytułowaną L'organisation du crédit agricole en Turquie (pol. Organizacja kredytów rolniczych w Turcji). Po tym powrócił do Turcji, gdzie w Stambule pracował jako dziennikarz i nauczyciel.

### Na wygnaniu
Był członkiem młodotureckiego Komitetu Jedności i Postępu (tur. İttihad ve Terakki Cemiyeti), a następnie opozycyjnej Narodowej Partii Konstytucyjnej (tur. Millî Meşrutiyet Fırkası), ale musiał uciec z kraju w związku z represjami po morderstwie Mahmuda Şevketa. Wyjechał do Bałakławy na Krymie, następnie do Sewastopola, a potem Baku. W tym okresie prowadził różne działania na rzecz Imperium Osmańskiego. Sprzeciwiał się wejściu Osmanów w nadchodzącą wojnę. A ponieważ od jakiegoś czasu interesowały go warunki życia Turków w Rosji, przeniósł się do Batumi.
Po wybuchu wojny władze Imperium Rosyjskiego wydały rozkaz aresztowania wszystkich osób z tureckim obywatelstwem. W związku z tym, w 1915 Mustafa Suphi został zatrzymany i zesłany na Ural. Tam zetknął się z ideami marksizmu i wstąpił do partii bolszewickiej. W lipcu 1918 pomógł zorganizować Kongres Lewicowych Socjalistów Tureckich, który odbył się w Moskwie, a w listopadzie zaangażował się w działalność Muskom (ros. Муском), czyli Centralnego Komisariatu ds. Muzułmanów Wewnętrznej Rosji i Syberii. Został również wybrany do Komitetu Centralnego Wszechrosyjskiej Muzułmańskiej Sekcji Robotniczej Narkomnatu (ros. Наркомнац). W 1918 w Moskwie został redaktorem naczelnym czasopisma „Yeni Dünya” (pol. „Nowy Świat”), poprzez które popularyzował idee socjalizmu naukowego wśród tureckich jeńców wojennych.
W 1919 brał udział w pierwszym kongresie Trzeciej Międzynarodówki jako oficjalny reprezentant Turcji. W 1920 uczestniczył w III Konferencji Regionalnej Centralnego Biura Muzułmańskich Organizacji Komunistycznych Turkiestanu, a także V Generalnej Konferencji Regionalnej Komunistycznej Partii Turkiestanu.

### Założenie Komunistycznej Partii Turcji

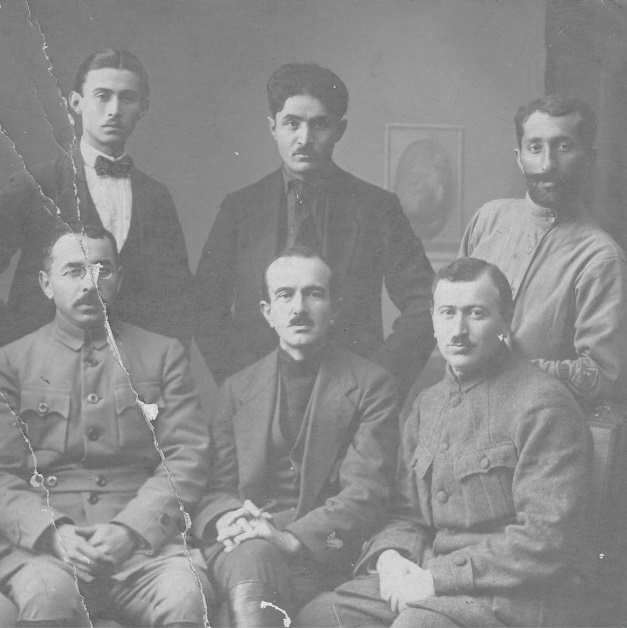
Założyciele Komunistycznej Partii Turcji. Siedzą: Mustafa Suphi (po lewej), sekretarz generalny Ethem Nejat (w środku) i İsmail Hakkı (po prawej).

10 września 1920 w Baku odbył się kongres założycielski Komunistycznej Partii Turcji (TKP), na którym zgromadzili się przedstawiciele trzech lewicowych środowisk. Były to: Turecka Socjalistyczna Partia Robotników i Chłopów (tur. Türkiye İşçi ve Çiftçi Sosyalist Fırkası, TİÇSF), Zielona Armia (tur. Yeşil Ordu, YO) oraz grupa tureckich komunistów z ZSRR (w dużej mierze składająca się z tureckich jeńców wojennych, którzy zostali zwerbowani przez bolszewików), w tym Süleyman Nuri. Łącznie kongres składał się z 74 delegatów. Mustafa Suphi został wówczas wybrany na przewodniczącego partii, a Ethem Nejat na sekretarza generalnego.

### Powrót do Turcji i zamordowanie
Po kongresie założycielskim Suphi udał się do Anatolii. Był jednym z 15 komunistów (w tym również Ethem Nejat), którzy wyruszyli do Turcji, aby dołączyć do tureckiej wojny o niepodległość. Po napotkaniu wrogości w Erzurum komuniści próbowali powrócić. Zostali jednak zamordowani na statku po wypłynięciu z Trabzonu w nocy 28 stycznia 1921. Prawdopodobnie dokonała tego grupa zwolenników İsmaila Envera z obawy, że Suphi mógłby ujawnić plany działań politycznych Envera w Moskwie, a ostatecznie skorzystać z pomocy bolszewików w przejęciu władzy w Turcji i pokonaniu Tureckiego Ruchu Narodowego.
Na statku przebywała również żona Saphiego, Maria. Przeżyła atak załogi, ale została uwięziona i przez ok. dwa lata torturowana oraz gwałcona. Następnie sprzedano ją Nemlizade Ragıpowi, jednemu z notabli Trabzonu, ale wreszcie trafiła do Rize, gdzie poddawano ją zbiorowy gwałtom. Krótko po tym umarła i została pochowana w zbiorowym grobie.

## Życie prywatne
Podczas swojego pobytu na Krymie miał poślubić Polkę imieniem Wanda. Wiadomo jednak na pewno, że pod koniec życia jego żoną była Rosjanka imieniem Maria.